# 特拉沃托洛基
49°38′27″N 25°3′13″E / 49.64083°N 25.05361°E
特拉沃托洛基（羅馬化：Travotoloky）是烏克蘭的村落，位於該國西部捷爾諾波爾州，由捷尔诺波尔区負責管轄，距離扎魯佳0.5公里，始建於1570年，面積0.47平方公里，2001年人口109。